# Бурдя
Бурдя (рум. Burdea) — село у повіті Арджеш в Румунії. Входить до складу комуни Келдерару.
Село розташоване на відстані 95 км на захід від Бухареста, 45 км на південь від Пітешть, 87 км на схід від Крайови, 145 км на південний захід від Брашова.

## Населення
За даними перепису населення 2002 року у селі проживали 744 особи, усі — румуни. Усі жителі села рідною мовою назвали румунську.